# بيل دانيال (صانع أفلام)
بيل دانيال (بالإنجليزية: Bill Daniel)‏ هو صانع أفلام أمريكي، ولد في 1959 في دالاس في الولايات المتحدة.

## وصلات خارجية
- بيل دانيال على موقع IMDb (الإنجليزية)
- بيل دانيال على موقع قاعدة بيانات الفيلم (الإنجليزية)